# Тюлин, Георгий Александрович
Георгий Александрович Тюлин  (9 декабря 1914, Пенза — 22 апреля 1990, Москва) — советский учёный в области ракетно-космической техники, доктор технических наук (1958), профессор. Генерал-лейтенант. Герой Социалистического Труда. Лауреат Ленинской премии.
Вёл исследования по механике полёта и аэродинамике ракет и искусственных спутников Земли, по теории измерений траекторий и орбит и обработке результатов.

## Биография
Родился в 1914 году в Пензе. Русский. Отец, Александр Фёдорович, происходил из иконописцев слободы Мстёра, окончил Петербургский университет, специалист по агропочвоведению. Мать — из семьи священника, окончила Петербургские высшие женские курсы, работала учителем.
Трудовой путь начал в 14 лет, окончив школу фабрично-заводского ученичества с 5-м разрядом токаря-железнодорожника при Паровозостроительном заводе в Перми.
В 1932 году окончил рабочий факультет при Московском институте механизации сельского хозяйства. В 1933 году поступил на механико-математический факультет Московского государственного университета имени М. В. Ломоносова (МГУ), окончил его с отличием. Студентом 3-го курса участвовал в выполнении работ аэродинамической лаборатории механико-математического факультета (зав. лабораторией Х. А. Рахматулин) по тематике С. П. Королёва. По окончании МГУ поступил в аспирантуру Научно-исследовательского института механики МГУ, тематика диссертационной работы по вихревому сопротивлению самолёта. В 1938 году стал преподавать математику в Московском институте механизации сельского хозяйства.
25 июня 1941 года Тюлин, оставив неоконченным третий год аспирантуры (приказ об окончании Г. А. Тюлиным аспирантуры механики МГУ был издан 25 июля 1941 года), как командир запаса ушёл добровольцем в Красную Армию и был направлен в Подольское военное училище, где стал командиром взвода сбора политбойцов. В августе 1941 года лейтенант Тюлин был зачислен слушателем Артиллерийских Краснознаменных курсов усовершенствования командного состава. В ноябре 1941 года после окончания курсов старший лейтенант Тюлин получил назначение в 38-й отдельный гвардейский минометный дивизион (вооруженный реактивными системами залпового огня «Катюша»). Вступив в сражение под Москвой (Волоколамское направление, г. Яхрома) командиром батареи, Тюлин воевал на Западном, Северо-Западном и 2-м Прибалтийском фронтах и закончил боевой путь начальником штаба 3-й армейской опергруппы Гвардейских миномётных частей.
В конце 1944 года подполковник Тюлин был отозван с фронта и назначен старшим помощником начальника техотдела главного управления Гвардейских миномётных частей, реорганизованного вскоре в 5-й отдел главного управления командующего артиллерией Советской Армии.
В мае 1945 года Г. А. Тюлин оказался в Берлине, где он возглавил группу военных и гражданских специалистов («Хозяйство Тюлина»), которой вменялось в обязанность воспринять всё, что сделали немцы в области ракетного вооружения, в частности, ракеты Фау-2.
В 1946 году подполковник Тюлин был назначен на должность заместителя начальника 13-го отдела (отдел теории полёта) 4-го (ракетного) Главного артиллерийского управления Советской Армии. Вскоре стал начальником этого отдела.
В феврале 1947 года Георгий Александрович включился в подготовку запусков Фау-2 на полигоне Капустин Яр.
В 1948 году возглавил лабораторию баллистики в НИИ-4 Академии артиллерийских наук, в 1949 году — стал начальником баллистического отдела и в том же году — заместителем начальника НИИ-4 по научной работе, а в 1955 году — первым заместителем начальника НИИ-4.
19 ноября 1959 года инженер-полковник Г. А. Тюлин был прикомандирован к Государственному комитету Совета Министров СССР по оборонной технике (с оставлением на действительной военной службе) и назначен на должность директора НИИ-88. Он и начал процесс превращения института из научно-прикладного, обслуживающего запросы КБ, в головной центр отрасли, разрабатывающий идеологию, прогнозы и государственные планы развития ракетно-космической техники.
В 1961 году генерал-майор инженерно-технической службы Г. А. Тюлин был выдвинут на должность заместителя Председателя Госкомитета СССР по оборонной технике. 31 июля оставил институт, передав его преемнику всех своих дел в НИИ-88 Ю. А. Мозжорину.
В 1963 году Г. А. Тюлин назначается первым заместителем председателя Государственного комитета СССР по оборонной технике, а с марта 1965 года становится первым заместителем руководителя Министерства общего машиностроения С. А. Афанасьева. В связи с этим, с 3 ноября 1965 года числится прикомандированным к Министерству общего машиностроения с оставлением на действительной военной службе.
23 марта 1976 года приказом Министра обороны СССР № 0202 генерал-лейтенант-инженер Г. А. Тюлин уволен в запас по достижении предельного возраста пребывания на военной службе (Статья 59 пункт «а» Закона СССР «О всеобщей воинской обязанности»).
Уже персональным пенсионером союзного значения Тюлин вернулся в МГУ (1977) на кафедру газовой и волновой динамики механико-математического факультета МГУ, где в 1979 году организовал и возглавил научно-исследовательскую лабораторию волновых процессов.
Под руководством Тюлина в конце 1980-х годов были начаты исследования так называемого «космического мусора» — новой техногенной среды, образовавшейся в околоземном космическом пространстве в результате космической деятельности человечества. Разработанные механические модели и полученные на их основе долгосрочные прогнозы эволюции объектов «космического мусора» оказались точнее зарубежных аналогов и позволили нашей стране занять одно из лидирующих мест в данной области.
Жил в Москве. Скончался 22 апреля 1990 года. Похоронен на Кунцевском кладбище Москвы.
Тюлин Г. А. был председателем государственных комиссий по запуску:
- автоматической станции «Марс-1» — 1962 год;
- космических кораблей «Восток-5» (с космонавтом В. Ф. Быковским), «Восток-6» (с космонавтом В. В. Терешковой) — 1963 год;
- космического корабля «Восход-1» (с космонавтами В. М. Комаровым, К. П. Феоктистовым, Б. Б. Егоровым) — 1964 год;
- космического корабля «Восход-2» (с космонавтами П. И. Беляевым и А. А. Леоновым) — 1965 год;
- автоматических лунных станций «Луна-9», «Луна-10» — 1966 год; «Луна-15», «Луна-16» — 1969 год; «Луна-17» («Луноход») — 1970 год;
- космического аппарата «Зонд» (облет Луны с возвращением на Землю) — 1970 год;
- космических аппаратов «Марс», «Венера» в 1967—1975 годах.

В 1974—1975 годах — руководитель Координационного комитета по программе «Союз-Аполлон» (по совместному советско-американскому эксперименту).

## Награды, звания
- За выдающиеся заслуги в обеспечении первого в мире полёта человека в космическое пространство, Указом Президиума Верховного Совета СССР от 17 июня 1961 года Тюлину Георгию Александровичу присвоено звание Героя Социалистического Труда с вручением ордена Ленина и золотой медали «Серп и Молот».
- Награждён двумя орденами Ленина, орденами Октябрьской Революции, Красного Знамени, Александра Невского, Отечественной войны 1-й и 2-й степеней, Трудового Красного Знамени и тремя орденами Красной Звезды, а также медалями, в том числе «За боевые заслуги».
- Лауреат Ленинской премии (1957).
- Заслуженный деятель науки и техники РСФСР (1984).

Присвоение воинских званий
- Младший лейтенант запаса — 1939
- Лейтенант, старший лейтенант — 1941 (присвоение подтверждено 3 декабря 1949 года приказом Командующего артиллерией Вооруженных Сил № 01826)
- Капитан — 23 июня 1942
- Майор — 25 октября 1942
- Подполковник — 26 мая 1944
- Инженер-полковник — 7 октября 1949
- Генерал-майор инженерно-технической службы — 7 мая 1960
- Генерал-лейтенант инженерно-технической службы — 3 марта 1966
- Генерал-лейтенант-инженер — 18 ноября 1971 (переаттестация в связи с введением единой системы воинских званий офицерского состава Вооруженных Сил)
- Генерал-лейтенант — 26 апреля 1984 (переаттестация в связи с установлением новой системы воинских званий)

Могила Г. А. Тюлина на Кунцевском кладбище Москвы.

## Память
Ю. Н. Коптев — генеральный директор Росавиакосмоса (в 1992—2004 гг.) писал:

«Георгий Александрович Тюлин был патриотом нашей отрасли, нашей Родины. И этим все объясняется. Будучи на пенсии, работая в МГУ, он живо интересовался современным состоянием ракетно-космической техники, не порывал связь с отраслью, выполнял совместные работы. Его образ, его труды и победы, как маяк, помогают нам ориентироваться в сложных реалиях сегодняшней жизни».

Федерацией космонавтики учреждена и вручается медаль Г. А. Тюлина.
В 2014 году в МГУ прошла Всероссийская научная конференция «Проблемы газовой и волновой динамики и ракетной техники», посвящённая 100-летию со дня рождения Г .А. Тюлина.